# Fyrtornet och Släpvagnen

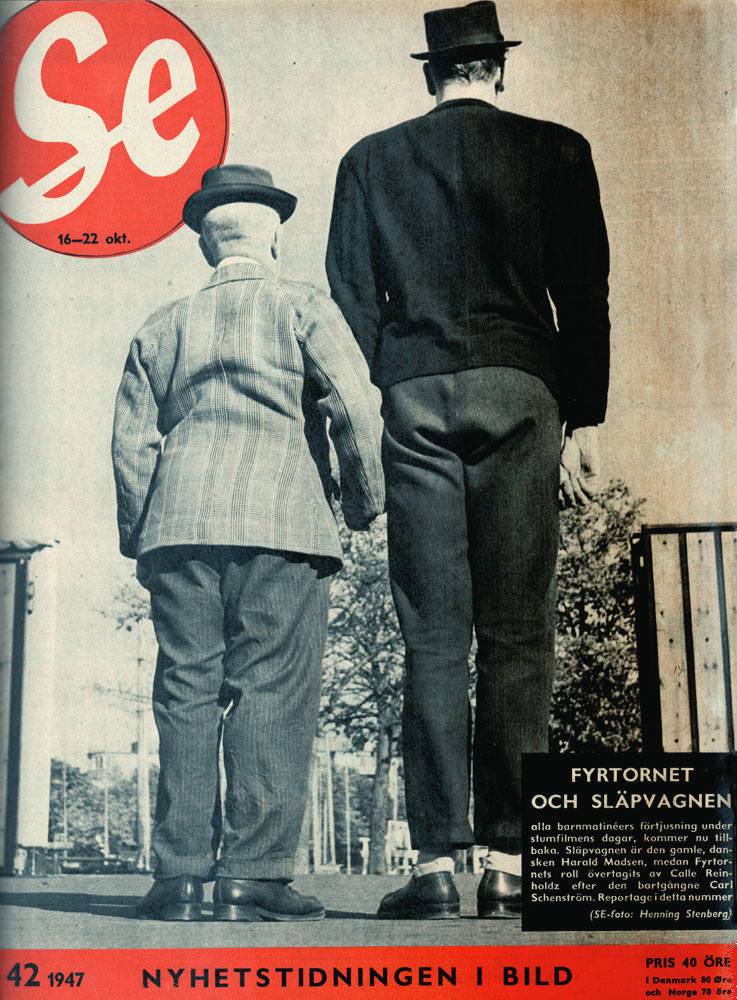
Fyrtornet och Släpvagnen på omslaget till Se nr 42, 1947.

Fyrtornet och Släpvagnen (på danska Fyrtårnet og Bivognen eller kort och gott Fy og Bi) var ett danskt komikerpar bestående av Carl Schenstrøm ("Fyrtornet") och Harald Madsen ("Släpvagnen").
De uppträdde i närmare 50 lustspel från 1921 till 1940. Deras storhetstid inföll dock under 1920-talet, då de var dansk films stora exportartikel, populära runt om i världen.
Deras humor är mer färgad av vänlig och lite rörande naivitet än av skickligt genomförda gags. Vanligen föreställer de två godmodiga luffare som dimper ner i en karikerad borgarmiljö, där de blir hjälpare till ett romantiskt kärlekspar med klasskillnadsproblem.
Vackra flickor och idyllisk, nordisk natur hör också till de stående ingredienserna i de genuina Fy og Bi-filmerna som oftast regisserades av Lau Lauritzen.
Tre gånger framträdde de i svensk film (fyra gånger om man räknar Landsvägsriddare (1921) där Aage Bendixen spelade Släpvagnen) och efter ljudfilmens genombrott ofta i tysk och österrikisk. Men deras komik har sin djupaste förankring i danskt gemyt och i stumfilmens universum.

## Filmografi i urval
- Film, flirt och förlovning (1921)
- Sol, sommar och studentskor (1922)
- Vad vassen viskar om (1922)
- Glada gossars gästspel (1922)
- Med muntra musikanter (1922)
- Snö, skidor och skälmungar (1923)
- Mor Annas malliga mjölnare (1924)
- Greve Gustafssons galenskaper (1925)
- Polis Paulus' påskasmäll (1925)
- Bluff, boxare och bärsärkar (1925)
- Ebberöds bank (1926)
- Don Quijote (1926)
- Vid västerhavets vågor (1927)
- Dråpliga deckares dunderkupp (1929)
- Moster Malins miljoner (1929)
- Flirt, funkis och fullträffar (1929)
- Snurriga sjömäns sommarskräll (1930)
- Kärlek, kiv och krigarliv (1931)
- Sol, sommar och sjögastar (1932)
- Kvinnorövarna (1936)
- Bleka greven (1937)
- Mandom, mod och morske män (1940)